# Michel Cosem
Michel Cosem, né le 28 mai 1939, est un écrivain et éditeur français originaire du Sud de la France. Il est l’auteur de nombreux recueils de poèmes, romans et anthologies de poésie. Il a fondé et dirige la revue de poésie Encres vives. Il est décédé le 10 juin 2023,.

## Biographie
Ayant vécu au début des années 60 dans l'Aude à Bram, après des études de lettres et de sciences politiques à Toulouse, il fonde en 1960 la revue Encres vives. À partir de 1965, il travaille comme documentaliste en lycée. De 1967 à 1987, il est responsable national du secteur poésie-écriture au Groupe français d'éducation nouvelle (GFEN); dans ce cadre, parallèlement aux travaux d'Élisabeth Bing, il crée l'atelier d'écriture. De 1974 à 1980, il assure les fonctions de directeur de la collection Découvrir aux Éditions Seghers. Il fonde en 1988 avec Félix Castan Escalasud / colloque des Poètes du Sud.
Surnommé par Robert Sabatier le « poète du bonheur intérieur »[réf. nécessaire] et le « Voyageur contemplatif dans l’aveuglant paradis » selon Gilles Lades, Michel Cosem est l’auteur de nombreux recueils de poèmes, de romans et d’anthologies de poésie parues aux éditions Seghers, Gallimard, Milan, Larousse. Ses romans pour la jeunesse sont très lus en France[réf. nécessaire].

## Distinctions littéraires
- Prix Loisirs-Jeunes 1975 pour Découvrir la poésie française (Seghers, 1975)
- Prix de la Ville de Vénissieux 1980 pour Alpha de la licorne (La Farandole, 1979)
- Prix Méridien 1981 pour La Dérive des continents (Encre, 1980)
- Prix Antonin-Artaud 1986 pour Aux yeux de la légende (Dominique Bedou, 1986)
- Prix Enfance / Midi-Pyrénées 1987 de la Fédération des œuvres laïques des Hautes-Pyrénées pour Les Traces sauvages de l'Estelas (Milan, 1990)
- Prix Malrieu 1993 pour Le Petit Jour (Sud Éditions, 1993)
- Prix de l'Association nationale des conseillers pédagogiques 2002 pour Malelouve des terres à Brumes (Sedrap, 2002)
- Prix Renaudot des Benjamins 2003 pour Malelouve des terres à Brumes (Sedrap, 2002)

## Œuvres

### Œuvres pour les adultes

#### Romans et nouvelles
- Haute Serre  (R. Laffont, coll. "L'Écart" no 10, 1972)
- La Chasse Artus  (R. Laffont, coll. "L'Écart", 1974)
- Vol de Vanneaux sur la Région des Lacs : nouvelles  (Ostraka, coll. "L'Enfance du mythe", 1977)
- La Dérive des Continents  (Encres, coll. "Écritures Encres" no 3, 1980)
- Les Doubles Territoires (R. Laffont, 1981)
- La Colombe et l'Épervier (Loubatières, 1991, rééd. 1993 et 2004)
- Marie Fenoul  (Loubatières, 1997, rééd. 2003)
- La Nuit des Naufrageurs (Éd. du Pierregord, coll. "Pierrefeu", 2006 ; rééd. Terres de l'Ouest, 2017)
- Justine et les loups (De Borée, coll. "Romans et récits du terroir", 2008 / rééd. l'Écriteau, 2009 / rééd. De Borée, coll. "Terre de poche", 2015)
- Les Vies Multiples du Troubadour Peire Vidal (Éd. du Pierregord, coll. "Pierrefeu", 2009)
- Le bois des Demoiselles (De Borée, coll. "Romans", 2010)
- Les Oiseaux de la Tramontane (Éd. Lucien Souny, 2013)
- L'Aigle de la frontière (De Borée, coll. "Romans", 2014)
- Le Berger des pierres (Éd. Lucien Souny, coll. "Le chant des pays", 2015)
- Les Soleils de la tourmente (De Borée, coll. "Romans", 2015)
- Les Yeux de l'oursonne (De Borée, coll. « Romans », 2019)

#### Documents
- Jean Joubert. Rodez : Éditions du Rouergue, coll. "Visages de ce temps" no 38, mai 1994, 137 p.  (ISBN 2-905209-87-9)
- Les Plus Grands Troubadours (Cairn, 2005)
- L'Ariège : vérités et émotions, photogr. Fabien Boutet (Un autre reg'art, coll. "Patrimoine & territoires", 2013)[5]
- La Haute-Garonne : le cœur et la raison, photogr. Jérôme Poitte (Un autre reg'art, coll. "Patrimoine & territoires", 2015)

#### Poésie
- Le Temps des Sèves (Encres Vives, 1967)
- Le Givre et la Raison (Encres Vives, 1968)
- Aile la Messagère (Encres Vives, coll. "Manuscrits" no 22, 1970)
- Fruits et Oiseaux des Magies (Encres Vives, coll. Manuscrits", 1972)
- Territoire du Multiple (Éditeurs français réunis, coll. "Petite sirène", 1978)
- Trafiquant de Paroles, Tribu, 1982)
- Arbre-Loup (L'École, coll. "Poètes contemporains", 1985)
- Aux Yeux de la Légende (Bedou, 1986) - Prix Artaud
- Récit d'une Brume (Encres Vives, 1986)
- Malgré la Sécheresse (Éditions de Mid, 1987)
- Prise de Vent (Océane, 1987)
- La Langue de Barbarie (Bedou, 1989)
- Rêverie du jour (L'Arbre à Paroles, 1991)
- Andalucia (Encres Vives, 1991)
- Explication de l'Éternité (Rougerie, 1991)
- Le Jardin de la Danse (Encres Vives, 1992)
- Le Petit Jour (Sud Éditions, 1993)
- L'Île en Pointillé (Océane, 1993)
- Haute Lande (Fondamente/Multiples, 1993)
- Carrefour des Sauvagines (Éditions Autres Temps, 1993)
- Jardins Intérieurs (Rougerie, 1994)
- Adieux aux Ephémères (Encres Vives, 1995)
- Pays d'Argile (La Bartavelle, 1996)
- Siera mauve, le matin, (Cadratins, 1996)
- L'Île Veuve (Encres Vives, 1997)
- Images au Cœur Roux (L'Amourier, 1997)
- Lieu Ultime (Rougerie, 1997)
- Songes et grains d'îles : poèmes (Saint-Denis-d'Oléron : Océanes, avril 1998, 67 p.  (ISBN 2-906912-18-2))
- La Source et la flûte (recueil de poèmes) (Bagnères-de-Bigorre : Ed. de la Blanche mère, mai 1998, 55 p.  (ISBN 2-9511706-1-0))
- Rapsodie de lave et d'embruns : Tenerife, Canaries (Colomiers : Encres Vives, coll. « Lieu » no 58, 1998, 16 p.)
- Autour de Michel Cosem (Colomiers : Encres Vives no 239, 1998, 16 p.)
- La Fontaine aux mille amphores (Paris : L'Harmattan, coll. « Poètes des cinq continents » no 221, janvier 1999, 82 p.  (ISBN 2-7384-7440-3))
- Récit d'une brume (Colomiers : Encres Vives, coll. « Encres Blanches » no 16, 1999, 12 p.)
- Andalucia : Andalousie (Colomiers : Encres vives, coll. « EV » no 4, 1999, 16 p.)
- Écritoire d’une feuille (Cherves : Ed. Rafael de Surtis, coll. « Pour une terre interdite », 1999, ill. Patrick Guallino.  (ISBN 2912271347))
- Le Jardin de la danse : poésie - voyage : Andalousie (février 1991) (Colomiers : Encres Vives, coll. « EV » no 5, 1999, 20 p.)
- Le Gré du vent = L'Onda del vento (Paris : Europe-poésie, 2001, 88 p.  (ISBN 973-647-052-0). Trad. Italienne Francesca del Moro, Catia Nannoni, Barbara Ordonselli.)
- Éloge du pont Saint-Martial (Aguessac : Éd. Associatives Clapas, coll. « Tiré à part » no 97, 2001, 14 p.)
- Rochers et buissons aux lèves sauvages (Colomiers : Encres Vives, coll. « Lieu » no 120, 2001, 16 p.)
- Soleil aztèque (Cordes-sur-Ciel : R. de Surtis, coll. « Pour une terre interdite » no 49, 2002, 60 p.  (ISBN 2-84672-024-X))
- La Poésie, ce roman : alchimies poétiques (Paris : Lanore, coll. « Alchimies poétiques », 2002, 62 p.  (ISBN 2-85157-225-3))
- Le Chant du rossignol (Colomiers : Encres vives, coll. « Lieu » no 155, 2004, 16 p.)
- Un collier de poussière ocre : Égypte (Colomiers : Encres vives, coll. « Lieu » no 161, 2004, 16 p.)
- L'Ombre de l'Oiseau de Proie (recueil de 82 poèmes) (Coaraze : L'Amourier, coll. « D'aventures », oct. 2005, 88 p.  (ISBN 2-915120-18-8))
- Paroles de Corinthe (Colomiers : Encres Vives, coll. « Lieu » no 169, 2005, 16 p.)
- Gorgées de braise (La Chevallerais : Sac à mots, mars 2006, 74 p.  (ISBN 2-915299-13-7). Éd. limitée à 289 exemplaires numérotés.)
- La Mélopée de l'oranger en fleur (Colomiers : Encres Vives, coll. « Lieu » no 185, 2006, 16 p.)
- Profil d'Akrotiri : carnet de Santorin (Colomiers : Encres Vives, coll. « Lieu » no 178, 2006, 16 p.)
- Sablier du soleil : La Alpurrajas, Andalousie (Colomiers : Encres Vives, coll. « Lieu » no 192, 2008, 15 p.)
- La Belle Aventure : Fuerteventura, Canaries (Colomiers : Encres Vives, coll. « Lieu » no 198, 2008, 16 p.)
- Repères et nuées (recueil de poèmes) (Paris : L'Harmattan, coll. « Poètes des cinq continents » no 482, avril 2009, 80 p.  (ISBN 978-2-296-08888-7))
- Les Confins ensemble (recueil de poèmes) [Saintes : Éd. de l'Atlantique, coll. « Phoïbos », avril 2009, 79 p.  (ISBN 978-2-35845-012-6) (épuisé)]
- Le Fil du vent : El Hierro, Canaries (Colomiers : Encres Vives, coll. « Lieu » no 216, 2009, 16 p.)
- Promenade avec l'hermine (recueil de poèmes en vers libres / prose) [Saintes : Éd. de l'Atlantique, coll. « Phoïbos », mars 2010, 72 p.  (ISBN 978-2-35845-030-0) (épuisé)]
- Les Herbes de Safran [Saintes : Éd. de l'Atlantique, coll. « Phoïbos », mai 2011, 85 p.  (ISBN 978-2-35845-068-3) (épuisé)]
- Le Sud du soleil (Saintes : Éd. de l'Atlantique, coll. « Phoïbos », avril 2012, 84 p., ill. Silvaine Arabo.  (ISBN 978-2-35845-099-7). Édition limitée à 250 exemplaires et numérotée.)
- Ainsi se parlent le ciel et la terre (recueil de poèmes en prose) (Paris : L'Harmattan, décembre 2013, 89 p. Préface de Jean Joubert  (ISBN 978-2-343-02203-1))
- La Sierra de cristal : Andalousie (Colomiers : Encres Vives, coll. « Lieu » no 317, janvier 2016, 16 p.)

### Œuvres pour la jeunesse

#### Romans
- Alpha de la Licorne (Éditions La Farandole, coll. « Prélude », 1979)
- Les Neiges rebelles de l'Artigou (Éditions La Farandole, coll.« Mille épisodes », 1982, rééd. Milan, coll. « Milan poche junior aventure » no 12, 2009)
- Le chapeau enchanté (Messidor/La Farandole, coll. « LF 8, 9, 10 »)
- Les Oiseaux du Mont perdu (Milan, coll. « Bibliothèque Milan », 1992 / rééd. coll. « Milan poche junior » no 10, 1999)
- La Chevauchée de la délivrance : le roman de Jaufré (Milan, coll. « Zanzibar » no 3, 1995)
- La Chanson du troubadour : le roman de Jaufré (Milan, coll. « Zanzibar » no 83, 1995)
- Le  Chemin du bout du monde (Milan, coll. « Zanzibar » no 2121, 1996 / rééd.Cairn, coll. "P'tit Cairn", 2004)
- L'Enfant de la légende (Girandoles, 1996 / rééd. Fanlac, 1999)
- Émilie et la Dordogne (Fanlac, 1997)
- Les Chevaux du paradis (Éd. du Laquet, coll. « Roman jeunesse » no 1, 1999 / rééd. Tertium, coll. « Volubile », 2007)
- La Rose rouge du désert (Éd. du Laquet, coll. « Roman jeunesse » no 3, 2002)
- L'Auberge rouge d'Echourgnac (Fanlac, 2001)
- Roger de Villerouge (Éd. du Laquet, coll. « Roman jeunesse », 2002 / rééd. Encre bleue, coll. « Basse vision-corps 18 », 2009)
- Malelouve des terres à Brumes (Sedrap jeunesse, coll. « Lecture en tête » no 44, 2002)
- Liberté pour Hannah (Syros Jeunesse, coll. « Les uns les autres », 2002 / rééd. Gulf Stream, 2009)
- Loin de Grenade (Syros jeunesse, coll. « Tempo », 2004 / rééd. Encre bleue, coll. « Basse vision-corps 18 », 2005)
- À Cheval dans la Steppe (Syros Jeunesse, coll. « Tempo », 2005)
- La Patte de l'ours (SED, coll. « Les clés du français », 2005)
- Rendez-vous avec Mélusine (Tertium, coll. « Volubile », 2006)
- Le Pont d'Espagne (Cairn, coll. "P'tit Cairn", 2006, rééd. 2013)
- Le Secret de la déesse Bastet (Belin, coll. "Terres insolites", 2006)
- Les Doigts à l'encre violette (Seuil jeunesse, coll. « Romans », 2006)
- L'Ile Pélican (Syros jeunesse, coll. « Tempo », 2006)
- Les Traces sauvages de l'Estelas (Rouge safran, coll. « Badiane » no 6, 2007)
- Le Feu-Follet de Santa Fe (Oskar jeunesse, coll. "Cadet. Histoire & société" no 16, 2008)
- L'Or de Pharaon (Belin, coll. "Terres insolites", 2009)
- L'Ami de la Liberté (SEDRAP Jeunesse, coll. "Lecture en tête", 2010)
- Charlemagne, entre histoire et légendes (SEDRAP Jeunesse, coll. "Histoire en tête : 8-11 ans", 2012)
- Les Loups de Mauvezin (Cairn, coll. "P'tit Cairn aventures", 2013)

#### Poèmes
- Giboulées de neige et d'oiseaux (Lo Païs, 1997)
- Au pays des braises bleues (Pluie d'étoiles, 1998)
- Arbres de grand vent (Éd. du Rocher, coll. "Lo païs d'enfance", 2004)
- L'Amie de neige (L'Édune, 2007)
- Main dans la main avec ma maison (Éd. du Jasmin, coll. "Pays d'enfance" no 5, 2008)
- Plumes tièdes du matin (Tertium, coll. "À la cime des mots", 2009)
- Dans le lac des légendes (Couleur livres, coll. "Carré d'as" no 10, 2014)

#### Ouvrages préfacés
- Jetons l'encre : écrits poétiques d'enfants (L'Édune, 2006)

### Œuvres tout public

#### Anthologie de nouvelles et contes
- Découvrir la science-fiction (Seghers, coll. "Anthologie jeunesse", 1975)
- Le Livre d'or de l'Occitanie (Seghers, 1977)
- Découvrir les contes étranges et merveilleux (Seghers, coll. "Anthologie jeunesse", 1979)
- Découvrir les animaux fabuleux : contes et récits (Seghers, coll. "Anthologie jeunesse", 1980)
- Contes de terre du pays de Serres / écrits et ill. sous la dir. de Michel Cosem, Louis Espinassous et Michel Gertou (Foyer de jeunes, 1996)

#### Anthologies de poésie
- Anthologie de jeune poésie européenne 63 (Association générale des étudiants de Toulouse, coll. « Synthèse littéraire artistique et sociale » no 15-16, 1963)
- Courants poétiques contemporains (Éd. de la Revue moderne, 1964)
- Découvrir la poésie française (Seghers, coll. "Anthologie-jeunesse", 1975)
- Le Pouvoir de la poésie (Casterman, 1978)
- La Montagne en poésie (Gallimard, coll. « Folio junior. En poésie » no 7, 1980)
- Desnos un poète (Gallimard, coll. « Folio junior. En poésie » no 13, 1980)
- Le Vert du vocabulaire : anthologie de textes d'enfants et d'adolescents (Casterman, 1981)
- Au pays des mille mots : anthologie de la poésie contemporaine pour les jeunes (Milan, 1988)

#### Recueils de contes
- Contes traditionnels des Pyrénées (vol. 1) (Milan, coll. "Contes traditionnels", 1991)
- Contes traditionnels de Gascogne (Milan, 1993)
- Contes traditionnels du Languedoc (Milan, coll. "Contes traditionnels", 1995)
- Contes traditionnels de Catalogne (Milan, coll. "Contes traditionnels", 1995)
- Contes traditionnels du Pays basque (Milan, coll. "Mille ans de contes", 1996, rééd. 2008)
- Contes de Dordogne / préf. Claude Seignolle (Fanlac, 2002)
- Contes traditionnels des Pyrénées (vol. 2) (Milan, coll. "Contes traditionnels", 2003)
- Contes de Provence (Rouge safran, coll. "Paprika", 2006)
- Contes des Pyrénées (vol. 1) (Cairn, 2012)
- Contes des Pyrénées (vol. 2) (Cairn, 2012)
- Les Plus Beaux Contes des Pyrénées / illustrations de Christian Verdun (Cairn, 2017)